# Herpestoidea
Super-famille
Les Herpestoidea sont une super-famille de mammifères carnivores qui comprend actuellement les mangoustes, les eupléridés et les hyènes. Il regroupe aussi deux familles éteintes, les Percrocutidae et les Lophocyonidae.

## Liste des familles
Selon le NCBI :
- famille Eupleridae Chenu, 1850
- famille Herpestidae Bonaparte, 1845
- famille Hyaenidae Gray, 1821

Et les familles éteintes suivantes :
- † famille Lophocyonidae Fejfar & Schmidt-Kittler, 1987
- † famille Percrocutidae Werdelin & Solounias, 1991